# ورندان
ورندان، روستایی است از توابع بخش گهرباران شهرستان میاندورود در استان مازندران ایران.

## جمعیت
این روستا در دهستان میان‌دورود بزرگ قرار داشته و براساس آخرین سرشماری مرکز آمار ایران که در سال ۱۳۸۵ صورت گرفته، جمعیت آن ۲۶۲نفر (۷۰خانوار) بوده‌است.
این روستا در قسمت شرقی روستای ورکلا و در قسمت جنوبی روستای قندارخیل قرار دارد و بقیه قسمتهای ان توسط زمینهای شرک زراعی دشت ناز محصور شده است.
این روستا به دلیل همجواری با آب بندان های کوچک و بزرگ در سالهای دور به ورندان یا آبادی کنار آب بندان مشهور شد .  